# Мейчжоу
Мейчжоу (кит. спр. 梅州市, піньїнь: Méizhōu Shì) — місто-округ в китайській провінції Гуандун. 

## Географія
Мейчжоу розташовується на сході провінції.

### Клімат
Місто знаходиться у зоні, котра характеризується вологим субтропічним кліматом. Найтепліший місяць — липень із середньою температурою 28.9 °C (84 °F). Найхолодніший місяць — січень, із середньою температурою 11.7 °С (53 °F).
| Клімат Мейчжоу (район Мейсянь) | Клімат Мейчжоу (район Мейсянь) | Клімат Мейчжоу (район Мейсянь) | Клімат Мейчжоу (район Мейсянь) | Клімат Мейчжоу (район Мейсянь) | Клімат Мейчжоу (район Мейсянь) | Клімат Мейчжоу (район Мейсянь) | Клімат Мейчжоу (район Мейсянь) | Клімат Мейчжоу (район Мейсянь) | Клімат Мейчжоу (район Мейсянь) | Клімат Мейчжоу (район Мейсянь) | Клімат Мейчжоу (район Мейсянь) | Клімат Мейчжоу (район Мейсянь) | Клімат Мейчжоу (район Мейсянь) |
| Показник                       | Січ.                           | Лют.                           | Бер.                           | Квіт.                          | Трав.                          | Черв.                          | Лип.                           | Серп.                          | Вер.                           | Жовт.                          | Лист.                          | Груд.                          | Рік                            |
| Середній максимум, °C          | 18                             | 18                             | 22                             | 26                             | 29                             | 31                             | 34                             | 33                             | 32                             | 29                             | 24                             | 20                             | 26                             |
| Середня температура, °C        | 12                             | 13                             | 17                             | 21                             | 25                             | 27                             | 29                             | 28                             | 27                             | 23                             | 18                             | 13                             | 21                             |
| Середній мінімум, °C           | 7                              | 9                              | 13                             | 17                             | 21                             | 23                             | 24                             | 24                             | 22                             | 18                             | 13                             | 8                              | 16                             |
| Норма опадів, мм               | 44                             | 90                             | 130                            | 174                            | 240                            | 228                            | 131                            | 192                            | 138                            | 55                             | 40                             | 29                             | 1491                           |
| ------------------------------ | ------------------------------ | ------------------------------ | ------------------------------ | ------------------------------ | ------------------------------ | ------------------------------ | ------------------------------ | ------------------------------ | ------------------------------ | ------------------------------ | ------------------------------ | ------------------------------ | ------------------------------ |
| Джерело: Weatherbase           |                                |                                |                                |                                |                                |                                |                                |                                |                                |                                |                                |                                |                                |

## Адміністративний поділ
Міський округ поділяється на 2 райони, 1 місто та 5 повітів:
| Карта                                                         | Карта    | Карта    | Карта            |
| ------------------------------------------------------------- | -------- | -------- | ---------------- |
| Ухуа Сіннін Феншунь Пін'юань Мейсянь ① Цзяолін Дабу ① Мейцзян |          |          |                  |
| Статус                                                        | Назва    | Оригінал | Населення (2020) |
| Район                                                         | Мейсянь  | 梅县区   | 556 735          |
| Район                                                         | Мейцзян  | 梅江区   | 435 616          |
| Місто                                                         | Сіннін   | 兴宁市   | 779 411          |
| Повіт                                                         | Дабу     | 大埔县   | 330 948          |
| Повіт                                                         | Пін'юань | 平远县   | 190 482          |
| Повіт                                                         | Ухуа     | 五华县   | 916 961          |
| Повіт                                                         | Феншунь  | 丰顺县   | 478 731          |
| Повіт                                                         | Цзяолін  | 蕉岭县   | 184 355          |